# Quararibea cryptantha
Quararibea cryptantha är en malvaväxtart som beskrevs av Fern.Alonso. Quararibea cryptantha ingår i släktet Quararibea och familjen malvaväxter. Inga underarter finns listade i Catalogue of Life.